# Котельниковский район
Коте́льниковский райо́н — административно-территориальная единица (район) и одноимённое муниципальное образование (муниципальный район) в Волгоградской области России.
Административный центр — город Котельниково. Входит в Котельниковский территориальный округ области.

## История
Котельниковский район учрежден Постановлением Президиума ВЦИК 23 июня 1928 года в составе Сталинградского округа Нижне-Волжского края. С 1934 года в составе Сталинградского края, с 1936 года — Сталинградской (Волгоградской) области. Первый этап оборонительного сражения на Северном Кавказе начался 25 июля 1942 г. на рубеже нижнего течения Дона в полосе от станицы Верхне-Курмоярская до устья Дона. В 1963 — 1964 годах район был упразднен..
14 марта 2005 года в соответствии с Законом Волгоградской области № 1028-ОД район наделён статусом муниципального района. В его составе образованы 16 муниципальных образований: 1 городское и 15 сельских поселений.

## География
Район расположен на юге Волгоградской области, на юге граничит с Ростовской областью, на востоке — с Республикой Калмыкия, на северо-востоке с Октябрьским районом, на северо-западе — с Чернышковским районом (граница проходит по Цимлянскому водохранилищу).
Площадь района — 347,1 тыс.га.
Территория района расчленена речными долинами и балками, прорезающими водораздельные плато северо-западной части Ергенинской возвышенности и Сальско-Донской гряды в левобережье реки Кара-Сал на территорию района соприкасаться с дальние отрогами Сальско-Манычской гряды. Весь район, за исключением своей крайне северо-восточной части,  расположен на Скифской плите (англ. Sarmatian Craton).

### Почвы
Почвы в Котельниковском районе каштановые и, перемежающиеся со светлокаштановые и луговые с разной степенью засоленности.

### Гидрография
Гидрографическая сеть развита слабо. Реки района относится к бассейну Дона. Основные реки — Аксай Курмоярский, Аксай Есауловский через Попереченское сельское поселение протекает своим 12 километровым отрезком река Кара-Сал и балки впадающие в неё.

### Полезные ископаемые
В 2007 году компанией ОАО «Еврохим» была завершила Гремячинского месторождения калийных солей (находится около железнодорожной станции Гремячая), запасы учтены Государственным балансом. Освоение месторождения начато в июне 2007 года. В 2008 году компания начала строительство горно-обогатительного предприятия. Разведанные запасы калийных солей на Гремячинском месторождении составляют 98,4 млн тонн оксида калия (K2O). Завершение строительства технологического комплекса клетьевого ствола и сдача его в эксплуатацию датировались 2012 годом. Гремячинское месторождение калийных солей является вторым разрабатываемым месторождением калийных солей в России. По словам Главы администрации Волгоградской области Николая Максюты, на производстве «…будут работать 2,5 тысяч человек. Будет построено 2 городка». При этом доля местного населения среди рабочих должна составить 85-90 процентов.
На 2024 год производительность рудника достигает 5000 тонн в сутки. Проектные параметры добычи руды в 2025—2026 годах должны составить 7,3 млн тонн в год.

## Население
Распределение населения района
 Котельниково (59 %) Красноярский (4,02 %) Нижнеяблочный (3,15 %) Пимено-Черни (2,92 %) Генераловский (2,83 %) Нагольный (2,71 %) Остальные (25,37 %)
| 1939    | 1959    | 1970    | 1979    | 1989    | 2002    | 2009    | 2010    | 2011    |
| ------- | ------- | ------- | ------- | ------- | ------- | ------- | ------- | ------- |
| 24 999  | ↗32 271 | ↗39 553 | ↗39 906 | ↘38 660 | ↘36 856 | ↘34 699 | ↗37 584 | ↘37 488 |
| 2012    | 2013    | 2014    | 2015    | 2016    | 2017    | 2018    | 2019    | 2020    |
| ↗37 632 | ↘37 199 | ↘37 053 | ↘37 018 | ↘36 708 | ↘36 621 | ↘36 168 | ↘36 086 | ↗36 125 |
| 2021    |         |         |         |         |         |         |         |         |
| ↗37 316 |         |         |         |         |         |         |         |         |

### Урбанизация
В городских условиях (город Котельниково) проживают 59 % населения района.

### Гендерный состав
- мужчин — 47,2 %;
- женщин — 52,8 %.

### Национальный состав
По итогам переписи населения 2020 года проживали следующие национальности (национальности менее 0,1 % и другое см. в сноске к строке «Другие»):
| Национальность | Численность, чел. | Доля     |
| -------------- | ----------------- | -------- |
| Русские        | 33 311            | 89,27 %  |
| Чеченцы        | 672               | 1,80 %   |
| Турки          | 645               | 1,73 %   |
| Даргинцы       | 478               | 1,28 %   |
| Армяне         | 243               | 0,65 %   |
| Украинцы       | 203               | 0,54 %   |
| Татары         | 158               | 0,42 %   |
| Калмыки        | 115               | 0,31 %   |
| Азербайджанцы  | 103               | 0,28 %   |
| Цыгане         | 71                | 0,19 %   |
| Казахи         | 67                | 0,18 %   |
| Узбеки         | 52                | 0,14 %   |
| Башкиры        | 45                | 0,12 %   |
| Аварцы         | 42                | 0,11 %   |
| Белорусы       | 42                | 0,11 %   |
| Курды          | 39                | 0,10 %   |
| Другие         | 1030              | 2,77 %   |
| Итого          | 37 316            | 100,00 % |

## Муниципально-территориальное устройство
В Котельниковском муниципальном районе выделяются 16 муниципальных образований, в том числе 1 городское поселение и 15 сельских поселений:
| №  | Муниципальное образование            | Административный центр | Количество населённых пунктов | Население (чел.) | Площадь (км²) |
| -- | ------------------------------------ | ---------------------- | ----------------------------- | ---------------- | ------------- |
| 1  | Котельниковское городское поселение  | город Котельниково     | 1                             | ↗22 016          | 44.57         |
| 2  | Верхнекурмоярское сельское поселение | хутор Весёлый          | 1                             | ↘821             | 565.90        |
| 3  | Выпасновское сельское поселение      | посёлок Выпасной       | 2                             | ↗959             | 329.79        |
| 4  | Генераловское сельское поселение     | хутор Генераловский    | 3                             | ↗1273            | 201.27        |
| 5  | Захаровское сельское поселение       | хутор Захаров          | 2                             | ↘583             | 146.47        |
| 6  | Котельниковское сельское поселение   | посёлок Ленина         | 3                             | ↘1375            | 240.29        |
| 7  | Красноярское сельское поселение      | хутор Красноярский     | 2                             | ↗1645            | 117.06        |
| 8  | Майоровское сельское поселение       | хутор Майоровский      | 2                             | ↘709             | 182.15        |
| 9  | Нагавское сельское поселение         | станица Нагавская      | 1                             | ↘752             | 94.98         |
| 10 | Наголенское сельское поселение       | хутор Нагольный        | 1                             | →1013            | 193.14        |
| 11 | Нижнеяблочное сельское поселение     | хутор Нижнеяблочный    | 2                             | ↘1366            | 225.23        |
| 12 | Пимено-Чернянское сельское поселение | хутор Пимено-Черни     | 3                             | ↗1416            | 218.35        |
| 13 | Попереченское сельское поселение     | хутор Поперечный       | 3                             | ↘778             | 330.55        |
| 14 | Пугачёвское сельское поселение       | станица Пугачёвская    | 2                             | ↘703             | 72.77         |
| 15 | Семиченское сельское поселение       | хутор Семичный         | 2                             | ↘822             | 151.99        |
| 16 | Чилековское сельское поселение       | посёлок Равнинный      | 4                             | ↗1450            | 356.64        |

## Населённые пункты
В Котельниковский район входят 34 населённых пункта.
| №  | Населённый пункт | Тип          | Население | Муниципальное образование            |
| -- | ---------------- | ------------ | --------- | ------------------------------------ |
| 1  | Бударка          | хутор        | 39        | Попереченское сельское поселение     |
| 2  | Васильевский     | хутор        | 28        | Семиченское сельское поселение       |
| 3  | Верхнеяблочный   | хутор        | 336       | Нижнеяблочное сельское поселение     |
| 4  | Весёлый          | хутор        | ↘821      | Верхнекурмоярское сельское поселение |
| 5  | Выпасной         | посёлок      | 864       | Выпасновское сельское поселение      |
| 6  | Генераловский    | хутор        | ↗1055     | Генераловское сельское поселение     |
| 7  | Гремячая         | ж.д. станция | 31        | Пимено-Чернянское сельское поселение |
| 8  | Дарганов         | хутор        | 151       | Выпасновское сельское поселение      |
| 9  | Дорофеевский     | хутор        | ↘293      | Генераловское сельское поселение     |
| 10 | Захаров          | хутор        | ↗489      | Захаровское сельское поселение       |
| 11 | Караичев         | хутор        | 253       | Котельниковское сельское поселение   |
| 12 | Котельников      | хутор        | 748       | Котельниковское сельское поселение   |
| 13 | Котельниково     | город        | ↗22 016   | Котельниковское городское поселение  |
| 14 | Красноярский     | хутор        | 1501      | Красноярское сельское поселение      |
| 15 | Ленина           | посёлок      | 464       | Котельниковское сельское поселение   |
| 16 | Майоровский      | хутор        | 559       | Майоровское сельское поселение       |
| 17 | Нагавская        | станица      | ↘752      | Нагавское сельское поселение         |
| 18 | Нагольный        | хутор        | →1013     | Наголенское сельское поселение       |
| 19 | Небыков          | хутор        | 133       | Чилековское сельское поселение       |
| 20 | Нижнеяблочный    | хутор        | 1174      | Нижнеяблочное сельское поселение     |
| 21 | Нижние Черни     | хутор        | ↘379      | Пимено-Чернянское сельское поселение |
| 22 | Пимено-Черни     | хутор        | ↗1088     | Пимено-Чернянское сельское поселение |
| 23 | Поперечный       | хутор        | 600       | Попереченское сельское поселение     |
| 24 | Похлебин         | хутор        | 282       | Майоровское сельское поселение       |
| 25 | Приморский       | посёлок      | 134       | Пугачёвское сельское поселение       |
| 26 | Пугачёвская      | станица      | 654       | Пугачёвское сельское поселение       |
| 27 | Равнинный        | посёлок      | 906       | Чилековское сельское поселение       |
| 28 | Рассвет          | посёлок      | 203       | Попереченское сельское поселение     |
| 29 | Сазонов          | хутор        | ↘85       | Генераловское сельское поселение     |
| 30 | Сафронов         | хутор        | 167       | Захаровское сельское поселение       |
| 31 | Семичный         | хутор        | ↗930      | Семиченское сельское поселение       |
| 32 | Терновой         | посёлок      | 221       | Чилековское сельское поселение       |
| 33 | Чиганаки         | хутор        | 324       | Красноярское сельское поселение      |
| 34 | Чилеково         | ж.д. станция | 348       | Чилековское сельское поселение       |

## Местное самоуправление
Глава района
- с 2014 года — Тыщенко Сергей Федорович

Глава администрации
- с 2014 года — Понкратов Сергей Анатольевич[36]

## Образование
В районе 19 средних и 4 основных школ, а также центр образования.